# Turquía en los Juegos Olímpicos de Milán-Cortina d'Ampezzo 2026
Turquía participará en los Juegos Olímpicos de Milán-Cortina d'Ampezzo 2026. El responsable del equipo olímpico es el Comité Olímpico Nacional Turco, así como las federaciones deportivas nacionales de cada deporte con participación.